# Томаш Росицький
То́маш Роси́цький (чеськ. Tomáš Rosický; 4 жовтня 1980, Прага) — чеський футболіст, екс-півзахисник збірної Чехії та «Спарти» (Прага).

## Біографія

### «Спарта»
Кар'єру рохпочав в празькій «Спарті» у 1998 році. Зі «Спартою» він тричі ставав чемпіоном Чехії і став наймолодшим володарем титулу Найкращий гравець року в Чехії. Він з'явився в Спарті у віці 8 років, перейшовши з «ČKD Kompresory Praha» ставши «додатком» до брата. «Спарта» була дуже зацікавлена в його старшому браті — Іржі Росицькому, у той час одного з найперспективніших гравців колишньої Чехословаччини, проте батько гравців заявив, що вони отримають Іржі тільки в тому випадку, якщо підпишуть і Томаша.

### «Боруссія»
У 2001 Росицький перейшов у дортмундську «Боруссію» і допоміг своїй новій команді стати чемпіоном у 2002 році, а також дійшов з дортмундцями до фіналу кубка УЄФА, у якому «Боруссія» програла «Феєнорду» 2-3. Його майстерність і відмінна форма дозволили Боруссії в сезоні 2004-05 уникнути вильоту з Бундесліги.
Клас і репутація Томаша за час його перебування в Дортмунді відчутно зросли, але в останні роки клуб зазнавав серйозні фінансові проблеми, що не дозволило «Боруссії» утримати чеха, незважаючи на ту роль, яку він грав в команді. У пресі поширювалися чутки про його швидкий перехід у мадридський «Реал» або «Атлетіко», «Тоттенхем Хотспур», «Челсі» або «Арсенал». Росицький досяг з «Боруссією» угоди про те, що після сезону 2005-06 він піде, а поява в команді південноафриканця Стівена Пінаара зробило його відхід з дортмундського клубу менш болючим.

### «Арсенал»
23 травня 2006 року Росицький підписав довгостроковий контракт з лондонським «Арсеналом». Сума трансферу не розголошувалася, але за чутками, лондонці віддали за чеха близько 6,8 мільйонів фунтів. У новому клубі Росицький отримав футболку з номером 7, що дісталася йому француза Робера Піреса, який залишив клуб.
8 серпня 2006 року відбувся дебют Томаша у футболці «Арсеналу». Це був перший матч третього кваліфікаційного раунду Ліги Чемпіонів проти «Динамо» з Загреба. Росіцкі вийшов на лівий фланг півзахисту. 13 вересня чех забив свій перший гол за «Арсенал» гарматним ударом з 27 метрів у гостьовому матчі Ліги Чемпіонів проти «Гамбурга».

### «Спарта»
30 серпня 2016 року Росицький оголосив про своє повернення до Праги. Дебютувати вдруге за рідну команду йому вдалось 10 вересня 2016 року у матчі проти «Млади Болеслав».
20 грудня 2017 року Томаш оголосив про завершення професійної кар'єри

### Міжнародна кар'єра
Дебют Росицького в національній збірній відбувся в 2000 році, коли він у віці 19 років зіграв у матчі проти збірної Ірландії. Він брав участь разом із збірною на Євро-2000 і Євро-2004, а також допоміг команді потрапити у фінальну частину Чемпіонату світу 2006 в Німеччині. Саме він забив переможний м'яч у другому матчі плей-оф проти збірної Норвегії, що дозволило чехам пройти у фінальну стадію. У фінальній частині Росицький забив за національну команду два м'ячі у першому матчі турніру проти збірної США, який відбусвся 12 червня 2006 року і завершився перемогою чехів 3-0.
На початку сезону 2006-07 Росицький став капітаном національної збірної Чехії, змінивши на цій посаді Павела Недведа, який завершив виступи у збірній.

## Ігрова статистика
Станом на 26 грудня 2016
| Клуб                | Сезон             | Ліга              | Ліга  | Ліга | Кубок | Кубок | Кубок ліги | Кубок ліги | Єврокубки | Єврокубки | Інше  | Інше | Усього | Усього |
| Клуб                | Сезон             | Дивізіон          | Матчі | Голи | Матчі | Голи  | Матчі      | Голи       | Матчі     | Голи      | Матчі | Голи | Матчі  | Голи   |
| ------------------- | ----------------- | ----------------- | ----- | ---- | ----- | ----- | ---------- | ---------- | --------- | --------- | ----- | ---- | ------ | ------ |
| «Спарта»            | 1998–99           | Перша Ліга        | 3     | 0    | 2     | 0     | —          | —          | 0         | 0         | —     | —    | 5      | 0      |
| «Спарта»            | 1999–00           | Перша Ліга        | 24    | 5    | 2     | 1     | —          | —          | 12        | 2         | —     | —    | 38     | 8      |
| «Спарта»            | 2000–01           | Перша Ліга        | 14    | 3    | 2     | 0     | —          | —          | 8         | 2         | —     | —    | 24     | 5      |
| «Спарта»            | Усього            | Усього            | 41    | 8    | 6     | 1     | —          | —          | 20        | 4         | —     | —    | 67     | 13     |
| «Боруссія» Дортмунд | 2000–01           | Бундесліга        | 15    | 0    | 0     | 0     | —          | —          | —         | —         | —     | —    | 15     | 0      |
| «Боруссія» Дортмунд | 2001–02           | Бундесліга        | 30    | 5    | 1     | 0     | 2          | 0          | 16        | 1         | —     | —    | 49     | 6      |
| «Боруссія» Дортмунд | 2002–03           | Бундесліга        | 30    | 4    | 1     | 0     | 1          | 0          | 7         | 2         | —     | —    | 39     | 6      |
| «Боруссія» Дортмунд | 2003–04           | Бундесліга        | 19    | 2    | 1     | 0     | 3          | 1          | 4         | 0         | —     | —    | 27     | 3      |
| «Боруссія» Дортмунд | 2004–05           | Бундесліга        | 27    | 4    | 2     | 0     | —          | —          | 0         | 0         | —     | —    | 29     | 4      |
| «Боруссія» Дортмунд | 2005–06           | Бундесліга        | 28    | 5    | 0     | 0     | —          | —          | 2         | 0         | —     | —    | 30     | 5      |
| «Боруссія» Дортмунд | Усього            | Усього            | 149   | 20   | 5     | 0     | 6          | 1          | 29        | 3         | —     | —    | 189    | 24     |
| «Арсенал»           | 2006–07           | Прем'єр-ліга      | 26    | 3    | 4     | 2     | 1          | 0          | 6         | 1         | —     | —    | 37     | 6      |
| «Арсенал»           | 2007–08           | Прем'єр-ліга      | 18    | 6    | 1     | 0     | 1          | 0          | 5         | 1         | —     | —    | 25     | 7      |
| «Арсенал»           | 2008–09           | Прем'єр-ліга      | 0     | 0    | 0     | 0     | 0          | 0          | 0         | 0         | —     | —    | 0      | 0      |
| «Арсенал»           | 2009–10           | Прем'єр-ліга      | 25    | 3    | 0     | 0     | 1          | 0          | 7         | 0         | —     | —    | 33     | 3      |
| «Арсенал»           | 2010–11           | Прем'єр-ліга      | 21    | 0    | 5     | 1     | 3          | 0          | 5         | 0         | —     | —    | 34     | 1      |
| «Арсенал»           | 2011–12           | Прем'єр-ліга      | 28    | 1    | 2     | 0     | 0          | 0          | 8         | 1         | —     | —    | 38     | 2      |
| «Арсенал»           | 2012–13           | Прем'єр-ліга      | 10    | 2    | 2     | 0     | 1          | 0          | 3         | 1         | 0     | 0    | 16     | 3      |
| «Арсенал»           | 2013–14           | Прем'єр-ліга      | 27    | 2    | 3     | 1     | 1          | 0          | 8         | 0         | —     | —    | 39     | 3      |
| «Арсенал»           | 2014–15           | Прем'єр-ліга      | 15    | 2    | 3     | 1     | 1          | 0          | 4         | 0         | 1     | 0    | 24     | 3      |
| «Арсенал»           | 2015–16           | Прем'єр-ліга      | 0     | 0    | 1     | 0     | 0          | 0          | 0         | 0         | 0     | 0    | 1      | 0      |
| «Арсенал»           | Усього            | Усього            | 170   | 19   | 21    | 5     | 9          | 0          | 46        | 4         | 1     | 0    | 247    | 28     |
| «Спарта»            | 2016–17           | Перша Ліга        | 1     | 0    | 0     | 0     | —          | —          | 0         | 0         | —     | —    | 1      | 0      |
| Усього за кар'єру   | Усього за кар'єру | Усього за кар'єру | 361   | 47   | 32    | 6     | 15         | 1          | 95        | 11        | 1     | 0    | 504    | 65     |

## Досягнення

### Клуб

#### «Спарта» (Прага)
- Чемпіон Чехії: 1998-99, 1999–2000, 2000-01

#### «Боруссія» (Дортмунд)
- Чемпіон Німеччини: 2001-02
- Фіналіст Кубка УЄФА: 2001-02

#### «Арсенал» (Лондон)
- Володар Кубка Англії з футболу: 2014, 2015
- Володар Суперкубка Англії з футболу: 2014, 2015
- Переможець Amsterdam Tournament: 2007, 2008
- Володар Emirates Cup: 2007, 2009, 2010
- Фіналіст кубка англійської ліги: 2007, 2011

### Збірна
- Бронзовий призер чемпіонату Європи: 2004

### Індивідуальні
- Талант року в Чехії: 1999
- Футболіст року в Чехії: 2001, 2002, 2006
- Володар чеського «Золотого м'ячу»: 2002